# Paris Saint-Germain Football Club 1997-1998
Questa voce raccoglie le informazioni riguardanti il Paris Saint-Germain Football Club nelle competizioni ufficiali della stagione 1997-1998

## Organigramma societario
Area direttiva
- Presidente onorario:  Henri Patrelle
- Presidente:  Michel Denisot
- General manager:  Claude Le Roy

Area tecnica
- Allenatore: Ricardo e Joël Bats

## Maglie e sponsor
Sponsor (Nike come fornitore tecnico e Opel come sponsor ufficiale) e motivi delle divise (questi ultimi introdotti nel corso della stagione precedente) vengono confermati.
| Casa | Trasferta | Terza divisa |

## Rosa
| N. |                       | Ruolo | Calciatore          |
| -- | --------------------- | ----- | ------------------- |
| 1  | Francia (bandiera)    | P     | Christophe Revault  |
| 16 | Francia (bandiera)    | P     | Vincent Fernandez   |
| 30 | Francia (bandiera)    | P     | Bruno Miriel        |
| 33 | Francia (bandiera)    | P     | Franck Mantaux      |
| 28 | Francia (bandiera)    | D     | Christophe Odé      |
| 25 | Francia (bandiera)    | D     | Grégory Paisley     |
| 2  | Francia (bandiera)    | D     | Fabrice Kelban      |
| 6  | Francia (bandiera)    | D     | Paul Le Guen        |
| 17 | Francia (bandiera)    | D     | Jimmy Algerino      |
| 5  | Francia (bandiera)    | D     | Alain Roche         |
| 4  | Francia (bandiera)    | D     | Bruno N'Gotty       |
| 14 | Francia (bandiera)    | D     | Francis Llacer      |
| 15 | Madagascar (bandiera) | D     | Éric Rabésandratana |
| 3  | Francia (bandiera)    | D     | Didier Domi         |
| 21 | Brasile (bandiera)    | C     | Edmílson            |

| N. |                           | Ruolo | Calciatore       |
| -- | ------------------------- | ----- | ---------------- |
| 19 | Francia (bandiera)        | C     | Jérôme Leroy     |
| 8  | Francia (bandiera)        | C     | Vincent Guérin   |
| 23 | Francia (bandiera)        | C     | Pierre Ducrocq   |
| 24 | Francia (bandiera)        | C     | Édouard Cissé    |
| 13 | Francia (bandiera)        | C     | Laurent Fournier |
| 26 | Costa d'Avorio (bandiera) | C     | Bernard Allou    |
| 27 | Francia (bandiera)        | C     | Didier Martel    |
| 20 | Francia (bandiera)        | C     | Franck Gava      |
| 10 | Brasile (bandiera)        | A     | Raí              |
| 18 | Francia (bandiera)        | A     | Florian Maurice  |
| 9  | Italia (bandiera)         | A     | Marco Simone     |
| 11 | Francia (bandiera)        | A     | Patrice Loko     |
| 12 | Albania (bandiera)        | A     | Edvin Murati     |
| 7  | Liberia (bandiera)        | A     | James Debbah     |
| 22 | Jugoslavia (bandiera)     | A     | Marko Pantelić   |

## Statistiche

### Statistiche di squadra
| Competizione          | Punti | Totale | Totale | Totale | Totale | Totale | Totale | D.R. |
| Competizione          | Punti | G      | V      | N      | P      | Gf     | Gs     | D.R. |
| --------------------- | ----- | ------ | ------ | ------ | ------ | ------ | ------ | ---- |
| Division 1            | 50    | 34     | 14     | 8      | 12     | 43     | 35     | +8   |
| Coppa di Francia      | -     | 6      | 6      | 0      | 0      | 9      | 2      |      |
| Coppa di Lega         | -     | 5      | 4      | 1      | 0      | 8      | 3      |      |
| UEFA Champions League | -     | 8      | 5      | 0      | 3      | 18     | 13     |      |
| Totale                |       | 53     | 29     | 9      | 15     | 78     | 53     |      |